# Beerbach (Mergbach)
Der Beerbach ist ein gut einen Kilometer langer linker und nordwestlicher Zufluss des Mergbaches.

## Geographie

### Verlauf
Der Beerbach entspringt auf einer Höhe von etwa 300 m ü. NHN im Odenwald in zwei Quellästen in einem Mischwald westlich von Reichelsheim. Er fließt zunächst in südöstlicher Richtung durch den Wald. Nach der Vereinigung der Quelläste wechselt er in eine Wiesenlandschaft. Etwas später wird er durch einen weiteren Zufluss gespeist und mündet schließlich auf einer Höhe von ungefähr 228 m ü. NHN am Westrand von Reichelsheim von links in den Mergbach.
Sein etwa 1,1 km langer Lauf endet ungefähr 72 Höhenmeter unterhalb seiner Quelle, er hat somit ein mittleres Sohlgefälle von etwa 65 ‰.

### Einflussgebiet
Das Einflussgebiet des Beerbachs liegt im  Vorderer Odenwald und wird über den Mergbach, die Gersprenz, den Main und den Rhein zur Nordsee entwässert.
Es grenzt
- im Norden und Nordosten an das des Mergbachzuflusses Eberbach
- und im Westen an das des Laudenauer Bachs, einem Zufluss des Mergbachs.

Das  Einflussgebiet im Bereich des Oberlaufes ist bewaldet und ansonsten dominiert Ackerland.

### Flusssystem Gersprenz
- Fließgewässer im Flusssystem Gersprenz